# باشگاه فوتبال توپ اوس
باشگاه فوتبال توپ اوس (هلندی: TOP Oss) یک باشگاه فوتبال در شهر اوس، هلند است که در سال ۱۹۲۸ تأسیس شده‌است.